# UFC Fight Night: Almeida vs. Garbrandt
UFC Fight Night: Almeida vs. Garbrandt (também conhecido como UFC Fight Night 88)  foi um evento de artes marciais mistas promovido pelo Ultimate Fighting Championship e aconteceu em 29 de maio de 2016, no Mandalay Bay Events Center, em Las Vegas, Nevada, nos Estados Unidos.

## Background
A luta no Peso Galo entre os invictos e maiores promessas da divisão, Thomas Almeida e Cody Garbrandt, foi a atração principal do evento.
Keith Berish foi brevemente ligado a uma luta contra Jake Collier no evento. No entanto, Berish foi retirado da luta devido a uma lesão no dia 31 de março, e foi substituído pelo recém-chegado na promoção, Alberto Uda.
Joe Proctor era esperado para enfrentar Erik Koch no evento. Porém, Proctor foi retirado da luta no dia 21 de Abril citando lesão, e foi substituído por Shane Campbell.
Carlos Diego Ferreira era esperado para enfrentar Abel Trujillo, mas foi retirado do evento no dia 13 de maio, devido a uma potencial acusação de doping pela USADA, resultante de uma recente coleta de amostras fora de competição. De acordo com a Política Anti-Doping do UFC, Ferreira recebeu uma suspensão provisória. Informações adicionais da violação serão fornecidas no momento apropriado, na medida do avanço do processo. Ele foi substituído pelo recém-chegado na promoção, Jordan Rinaldi.

## Bônus da Noite
- Luta da Noite:  Jeremy Stephens vs.  Renan Barão
- Performance da Noite:  Cody Garbrandt e  Jake Collier